# Zoulla
Zoulla  est une localité du Cameroun située dans la commune de Yagoua, le département du Mayo-Danay et la Région de l'Extrême-Nord, à la frontière avec le Tchad.

## Population
En 1967 la localité comptait 1 554 habitants, principalement des Massa.
Lors du recensement de 2005, ce chiffre s'élevait à 1 485.